# 東京魔人學園伝奇
『東京魔人學園伝奇』（とうきょうまじんがくえんでんき）は、1998年6月16日に発売されたPlayStation用ソフト『東京魔人學園剣風帖』を第一作とする学園伝奇ジュヴナイルゲームシリーズ、およびその世界設定を共有するコミックス・小説・CDなどの総称である。総監督は今井秋芳、キャラクターデザインは小林美智、南志安永（外法帖・符咒封録のみ）。音楽は新田高史。

## 概説

### 本編
製作側の発表によれば、本シリーズは天地人の3つの章からなる三部作構成とされている。
シリーズ第一作である『東京魔人學園剣風帖（けんぷうちょう）』は、シャウトデザインワークスにより制作され、アスミック・エースエンタテインメントを発売元として1998年6月16日に発売された。現代日本の学園を舞台とした伝奇ジュヴナイルという内容から、高いファン人気を得る。三部作構成としては「人の章」に相当する。
その後、2002年1月24日に第二作『東京魔人學園外法帖（げほうちょう）』（天の章）が発売。時代設定的には最も早い幕末期を舞台としており、前作の登場人物の先祖が登場した。
2008年7月には最終作（地の章）となる『東京魔人學園帝戰帖』のニンテンドーDSでの制作が発表されたが、2010年7月に発売中止が発表となった。前2作のミッシングリンクとして昭和初期が舞台となるはずだった。

### 関連作品
高いキャラ人気から外伝・番外編となる関連作がいくつか発売されており、テレビアニメ、コミック、CDドラマ等のメディアミックス展開も行われている。
また、別メーカーより発売された『九龍妖魔學園紀』（アトラス）や『魔都紅色幽撃隊』（アークシステムワークス）は、本シリーズと同じく今井秋芳が監修しているため、同一世界を舞台とした関連作であり、本シリーズと関係性のあるキャラクターも登場している。
逆に、本シリーズと同じアスミック・エースエンタテインメントから発売されたPlayStation 2用ソフト『転生學園幻蒼録』および『転生學園月光録』は、システムに共通する部分はあるが、今井秋芳および開発スタッフは関わっていないため内容的に繋がりはない。

## 特徴
東京魔人學園伝奇シリーズのゲームとしてのスタイルはADVとSLGの二部構成であるが、本シリーズの最大のゲームシステム的特徴としてあげられるのが、ADVパートにおける「感情入力システム」である。
これは登場人物たちと主人公（プレイヤー）とのやり取りを通常のADVのような会話選択で行うのではなく、コントローラーの各ボタンに対応した愛・友・同・喜・悩・怒・悲・冷の8種類（加えて「無視」もできる）の「感情」で表現する手法で、その場その場の主人公（プレイヤー）の、より細やかな感情を直接にゲームに反映させることができるほか、敵に愛を囁いたりヒロインに対して怒りや冷たさをぶつけるなどの破天荒なプレイも自由に可能となっている。
すなわち主人公の個性が規定されておらず、プレイヤーが100人いれば100通りの行動を選択しうるのみならず、その具体的内容をあえて描かず抽象化することによって想像力の余地を十二分に残し、これによってプレイヤーと主人公の強い一体感を抱かせる効果をあげているものである。
また、この多様な感情表現によって、対話相手のキャラクターの感情をも左右でき、その結果として、敵として、あるいは味方として登場してくるキャラクターたちを仲間にすることができたりできなかったり、と言う「仲間集め要素」が楽しめることにもなっている。
物語上の特徴としては「ジュヴナイル」的作品観に貫かれていることがあげられる。ジュヴナイルとは少年少女を主人公とした冒険青春群像劇、とでもいうべき物語形式であるが、魔人學園におけるジュヴナイルはこれに伝奇的要素を強く盛り込み、合わせて番長や不良など大時代的な要素を意図的に導入してノスタルジックな感覚を持たせた、良い意味でのB級作品といった語り口となっている。
感情入力システムは次のとおり。
- 愛：愛情を込めた返事。やたらと使うと気持ち悪がられることもある。
- 友：友好的な返事。ほとんどの場面では無難な選択肢。
- 同：うなずく。感情のこもらないただの同意として使われやすい。
- 喜：喜ぶ返事。仲間が大変な目に遭った時に使うと怒られることもある。
- 悩：悩む状態。完全には同意できないときなどに用いやすい。
- 怒：同意できない意見に対して腹立ちを表現する。
- 冷：感情的でない否定や、冷たい返事として表現される。
- 悲：話題に対して同情や悲しみを表現する。
- 無：何も押さない（もしくはスタートボタンを押す）と無視の扱いとなる。

## シリーズ一覧

### ゲームソフト
本編
- 東京魔人學園剣風帖（PlayStation、ニンテンドーDS）
ニンテンドーDS版は後述の朧綺憚が収録されたリメイク移植版
- 東京魔人學園外法帖（PlayStation）
  - 東京魔人學園外法帖血風録（PlayStation 2）
外法帖のリメイク移植版

関連ソフト
- 東京魔人學園剣風帖朧綺譚（PlayStation）
剣風帖のファンディスク。メインキャラクター全員分のエンディングや外伝など、本編の補完がなされた。剣風帖と同一パッケージとなった『東京魔人學園剣風帖繪巻』も発売。
- 東京魔人學園符咒封録（ワンダースワン、ゲームボーイアドバンス）
トレーディングカードゲーム
- 東京魔人學園群星伝（携帯アプリ）
格闘ゲーム

### CDドラマ
- 東京魔人學園退魔陣（全4巻）ムービック
剣風帖ベース。真神学園新聞部員・遠野杏子を主人公としたドラマシリーズ。
- 東京魔人學園月紅伝（全3巻）ムービック
剣風帖ベース。真神学園生物教師・犬神杜人を主人公としたドラマシリーズ。
- 東京魔人學園妖鬼譚（全2巻）ムービック
外法帖ベース。同心・御厨を主人公としたドラマシリーズ。
- 東京魔人學園陽炎（全1巻）ムービック
外法帖ベース。
- 東京魔人學園黄龍祭（全2巻）ムービック
剣風帖ベース。登場人物達の5年後の再会を描くドラマシリーズ。
- 妖都鎮魂歌（全2巻）ムービック
剣風帖ベース。登場人物の一人・壬生紅葉のその後の活躍を描いたドラマシリーズ。

### 小説
- 東京魔人學園双龍変（巻の1）KKベストセラーズ
- 東京魔人學園双妖変（巻の2）KKベストセラーズ
- 東京魔人學園双刹変（巻の3）KKベストセラーズ
- 東京魔人学園双惺変（巻の4）KKベストセラーズ
- 東京魔人學園双屍変（巻の5）KKベストセラーズ
- 東京魔人學園双縲変（巻の6）KKベストセラーズ
- 東京魔人學園双凰変（巻の7）KKベストセラーズ

### コミックス
- 妖都鎮魂歌（全2巻）原作・今井秋芳　作画・笠井あゆみ　角川書店
- コミック魔人・東京魔人學園剣風帖激画伝・陽 コーエー
- コミック魔人2・東京魔人學園剣風帖激画伝・陰　コーエー
- コミック魔人3・東京魔人學園剣風帖激画伝・朧　コーエー
- コミック魔人4・東京魔人學園剣風帖激画伝・刻　コーエー
- 東京魔人學園剣風帖（全4巻）喜名朝飛著　スクウェア・エニックス
- 東京魔人學園外法帖（全5巻）喜名朝飛著　スクウェア・エニックス
- 東京魔人學園剣風帖 龖（龍龍／読みは【トウ】）（連載中）佐倉諒著　スクウェア・エニックス

### TVアニメ
- 東京魔人學園剣風帖 龖（龍龍／読みは【トウ】）原作・今井秋芳　監督・石平信司

2007年1月19日よりアニマックスにて放映開始。

### ラジオドラマ
- 東京魔人學園剣風帖 龖『学級日誌』

2007年4月よりエフエム大阪にて放送開始。設定はTVアニメ版。